# Armada Griega
La Armada Griega (en griego:  Πολεμικό Ναυτικό, romanización:  Polemikó Naftikó, abreviado ΠΝ), es la rama marítima de las Fuerzas Armadas de Grecia. La actual Armada tiene sus orígenes en las fuerzas navales de varias Islas del Egeo, que se unieron para luchar en la Guerra de Independencia Griega. Durante los períodos en que Grecia fue una monarquía (1833–1924 y 1936–1973), fue conocida como Armada Real (Βασιλικόν Ναυτικόν, Vasilikón Naftikón, abreviado ΒΝ).
El lema de la Armada Griega es Μέγα το της θαλάσσης κράτος («El poder del mar es grande»), que reproduce las palabras supuestamente pronunciadas por Pericles en vísperas de la guerra del Peloponeso, según el historiador Tucídides. Su emblema consiste en un ancla cruzada por una cruz latina y un tridente, simbolizando la cruz a la Iglesia Ortodoxa Griega y el tridente a Poseidón, dios del mar en la mitología griega. El lema pronunciado por Pericles ocupa la parte superior del escudo.